# Liste der Flüsse in der Schweiz

Flusseinzugsgebiete in der Schweiz:
Rhein
→ Aare
Rhône
Po
Donau
Etsch

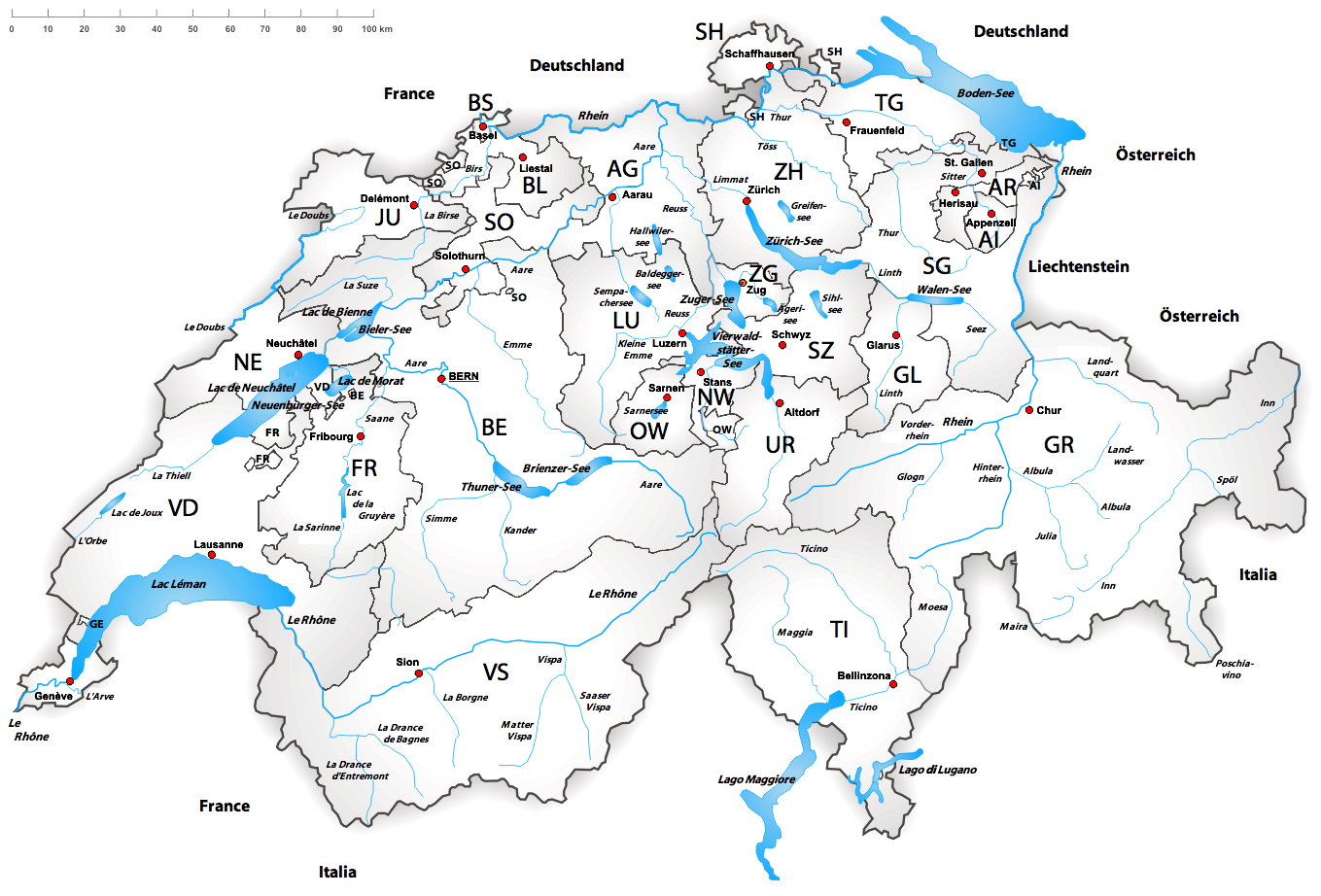
Karte der Schweiz mit den grössten Flüssen, Seen, sowie Kantonen und ihren Hauptstädten

Diese Liste führt die grössten Flüsse der Schweiz auf, ohne Anspruch auf Vollständigkeit.

## Die grössten Flüsse in der Schweiz
| Name                                 | m/w   | Länge in km | Einzugsgebiet in km² (2) | mittlerer Abfluss (MQ) in m³/s | Hochw.-Abfluss (MHQ) in m³/s | Gebietskennziffer nach dem HADES |
| ------------------------------------ | ----- | ----------- | ------------------------ | ------------------------------ | ---------------------------- | -------------------------------- |
| Rhein                                | m     | 375         | 36'452                   | 1037                           |                              | 10                               |
| Rhein ob. Aare                       |       | 315         | 15'944                   | 457 (3)                        |                              |                                  |
| Aare                                 | w     | 288,2       | 17'687                   | 560                            |                              | 20 (2)                           |
| Aare ob. Reuss                       |       | 273         | 11'729                   | 315                            |                              |                                  |
| Rhone (fr.: Rhône, dt. auch: Rotten) | w (m) | 264         | 10'415                   | 340                            | 972                          | 50                               |
| Reuss                                | w     | 158         | 3425                     | 140                            |                              | 30 (2)                           |
| Orbe/Zihl                            | w/w   | 118         | 2672                     | 55,5                           |                              |                                  |
| Linth/Limmat                         | w/w   | 140         | 2416                     | 101                            |                              | 40 (2)                           |
| Inn (rätorom.: En)                   | m     | 104         | 2150                     | 53,3                           | 277                          | 80                               |
| Saane (fr.: Sarine)                  | w     | 128         | 1892                     | 53,8                           |                              |                                  |
| Thur                                 | w     | 125         | 1724                     | 47                             |                              |                                  |
| Hinterrhein (4)                      | m     | 57,3        | 1693                     | 59,6                           |                              |                                  |
| Ticino (dt.: Tessin)                 | m     | 91          | 1616                     | 67,9                           | 884                          | 60                               |
| Vorderrhein (4)                      | m     | 67,5        | 1514                     | 53,8                           |                              |                                  |
| Doubs                                | m     | 74          | 1310                     | 33,1                           | 227                          |                                  |
| Kander                               | w     | 44          | 1126                     | 42,6                           | 138                          |                                  |

Nachweise Einzugsgebiete: Rhein, Rhone, Aare

Nachweise zu Hochwasser-Abflusswerten (MHQ: Mittelwert der Jahresmaxima): Rhone (ohne La Laire), Inn (5 km vor der Landesgrenze), Ticino, Kander (ohne Stadelbach), Doubs
Anmerkungen:
(1) Flussgebiete des HADES umfassen über 1000 km², die kleinen Einzugsgebiete Adda (70) und Etsch/Adige (90) sind aber aus hydrographischen Gründen (Adda zum Po→Adria, Etsch direkt zur Adria) als Flussgebiet ausgeschieden
(2) Die Angaben beziehen sich auf das gesamte (auch ausserschweizerische) Einzugsgebiet entweder des Mündungspunktes, oder des Punktes, an dem der Fluss die Schweiz verlässt.
(3) Die Aare ist (nominal) ein Nebenfluss des Rheins, führt aber bei der Mündung in den Rhein mit 560 m³/s mehr Wasser als letzterer mit 458 m³/s (Summe aus Pegelwert Rekingen und Mündungswert der Wutach). Reuss und Limmat sind Nebenflüsse der Aare – sie werden wegen ihrer Bedeutung für die Schweiz als eigenes Gebiet ausgewiesen. Die Linth ist der Oberlauf der Limmat.
(4) Vorderrhein und Hinterrhein sind die Quellflüsse des Rheins.
m/w Geschlecht des Namens: m=männlich (z. B. der Rhein), w=weiblich (z. B. die Aare)

## Zuflüsse, Einzugsgebiet und Wassermenge
Länge über 50 km oder Einzugsgebiet über 500 km² innerhalb der Schweiz. Als Abflussmenge wird die mittlere Abflussmenge (MQ) gemäss Angaben der Infobox im Artikel zum Fluss angegeben.
- Rhein (nur Schweiz) – 375 km – 36'472 km² – 1037 m³/s – (Gesamtdaten: Länge 1238,8 km, Einzugsgebiet mit Maas 218.300 km², Abfluss an der deutsch-niederländischen Grenze 2300 m³/s, Flusssystem des Rheins insgesamt: 2900 m³/s)

- Vorderrhein (Quellfluss des Rheins) – 67,5 km – 1514 km² – 53,8 m³/s
- Hinterrhein (Quellfluss des Rheins) – 57,3 km – 1693 km² – 59,6 m³/s

- Albula – 36 km – 950 km² – 29,1 m³/s

- Alpenrhein (Tamins – Bodensee) – 90 km – 6119 km² – 235 m³/s

- Landquart 43 km – 618 km² – 25 m³/s

- Hochrhein (Bodensee – Basel) – Abflusszunahme: von 364 m³/s (Ausfluss Bodensee) auf 1037 m³/s

- Thur 125 km – 1724 km² – 47 m³/s

- Sitter 70 km – 340 km² – 10,2 m³/s

- Töss – 57 km – 442 km² – 9,74 m³/s
- Birs (fr.: La Birse) – 73 km – 924 km² – 15,4 m³/s
- Aare – 295 km – 17'755 km² – 560 m³/s

- Kander – 44 km – 1126 km² – 42,6 m³/s

- Simme – 53 km – 594 km² – 21,1 m³/s

- Saane (fr.: La Sarine) – 128 km – 1892 km² – 53,8 m³/s
- Orbe/Zihl – 118 km – 2672 km² – 55,5 m³/s
- Broye – 72 km – 854 km² – 12,3 m³/s
- Emme – 81,9 km – 983 km² – 20 m³/s
- Reuss – 164,4 km – 3425 km² – 140 m³/s

- Kleine Emme – 58 km – 477 km² – 14,3 m³/s

- Limmat – 36,3 km (gesamt 140 km – 2416 km²) – 101 m³/s

- Linth – 104 km – 1283 km² – 54,6 m³/s
- Sihl – 73 km – 341 km² – 6,79 m³/s

- Rhone (fr.: Rhône, Rotten) (nur Schweiz) – 264 km – 10'427 km² – 340 m³/s – (Gesamtdaten: Länge 812 km, Einzugsgebiet 95.500 km², Abfluss 1800 m³/s in das Mittelmeer)

- Vispa – 40 km – 787 km² – 17,0 m³/s
- Dranse – 44 km – 690 km² – 8,9 m³/s
- Doubs (nur Schweiz) – 74 km – 1310 km² – 33,1 m³/s (Gesamtdaten: Länge 453 km, Einzugsgebiet 7710 km², Abfluss 176 m³/s in die Rhone)

- Ticino (dt.: Tessin) (nur Schweiz) – 91 km – 1616 km² – 68 m³/s (Gesamtdaten: Länge 248 km, Einzugsgebiet 7228 km², Abfluss 348 m³/s in den Po)

- Maggia – 58,1 km – 928 km² – 47,2 m³/s
- Tresa – 15 km – 754 km² – 23,7 m³/s

- Inn (rätorom.: En) (nur Schweiz) – 104 km – 2150 km² – 58 m³/s (Gesamtdaten: Länge 517 km, Einzugsgebiet 26130 km², Abfluss 740 m³/s in die Donau)